# Eteona flava
Eteona flava är en fjärilsart som beskrevs av Gustav Weymer 1911. Eteona flava ingår i släktet Eteona och familjen praktfjärilar. Inga underarter finns listade i Catalogue of Life.